# Oscar 1975
A 47ª cerimônia de entrega dos Academy Awards (ou Oscars 1975), apresentada pela Academia de Artes e Ciências Cinematográficas, premiou os melhores atores, técnicos e filmes de 1974 no dia 8 de abril de 1975, em Los Angeles e teve Sammy Davis, Jr., Bob Hope, Shirley MacLaine e Frank Sinatra como mestres de cerimônias.
O drama The Godfather: Part II foi premiado na categoria mais importante: melhor filme.

## Indicados e vencedores
| Melhor Filme - The Godfather: Part II - Chinatown - The Conversation - Lenny - The Towering Inferno | Melhor Diretor - Francis Ford Coppola – The Godfather: Part II - John Cassavetes – A Woman Under the Influence - Bob Fosse – Lenny - Roman Polanski – Chinatown - François Truffaut – Day for Night |
| Melhor Ator/Actor (Principal) - Art Carney – Harry and Tonto como Harry Coombes - Albert Finney – Murder on the Orient Express como Hercule Poirot - Dustin Hoffman – Lenny como Lenny Bruce - Jack Nicholson – Chinatown como J.J. "Jake" Gittes - Al Pacino – The Godfather: Part II como Michael Corleone                                              | Melhor Atriz/Actriz (Principal) - Ellen Burstyn – Alice Doesn't Live Here Anymore como Alice Hyatt - Diahann Carroll – Claudine como Claudine Price - Faye Dunaway – Chinatown como Evelyn Cross Mulwray - Valerie Perrine – Lenny como Honey Bruce - Gena Rowlands – A Woman Under the Influence como Mabel Longhetti                                         |
| Melhor Ator/Actor Coadjuvante/Secundário - Robert De Niro – The Godfather: Part II como Vito Corleone (jovem) - Fred Astaire – The Towering Inferno como Claiborne - Jeff Bridges – Thunderbolt and Lightfoot como Lightfoot - Michael V. Gazzo – The Godfather: Part II como Frankie Pentangeli - Lee Strasberg – The Godfather: Part II como Hyman Roth | Melhor Atriz/Actriz Coadjuvante/Secundária - Ingrid Bergman – Murder on the Orient Express como Greta Ohlsson - Valentina Cortese – Day for Night como Severine - Madeline Kahn – Blazing Saddles como Lili von Shtupp - Diane Ladd – Alice Doesn't Live Here Anymore como Florence Castleberry - Talia Shire – The Godfather: Part II como Constanza Corleone |
| Melhor Roteiro/Argumento - Original - Chinatown - Alice Doesn't Live Here Anymore - The Conversation - Day for Night - Harry and Tonto | Melhor Roteiro/Argumento - Adaptado - The Godfather: Part II - The Apprenticeship of Duddy Kravitz - Lenny - Murder on the Orient Express - Young Frankenstein |
| Melhor Figurino/Guarda-Roupa - The Great Gatsby - Chinatown - Daisy Miller - The Godfather: Part II - Murder on the Orient Express | Melhor Filme Estrangeiro - Amarcord ( Itália) - Macskajáték ( Hungria) - Potop ( Polónia) - Lacombe Lucien ( França) - La Tregua ( Argentina) |
| Melhor Documentário em Longa-metragem - Hearts and Minds - Antonia: A Portrait of the Woman - The Challenge... A Tribute to Modern Art - The 81st Blow - The Wild and the Brave | Melhor Documentário em Curta-metragem - Don't - City Out of Wilderness - Exploreatorium - John Muir's High Sierra - Naked Yoga |
| Melhor Curta-metragem - One-Eyed Men Are Kings - Climb - The Concert - Planet Ocean - The Violin | Melhor Animação em Curta-metragem - Closed Mondays - The Family That Dwelt Apart - Hunger - Voyage to Next - Winnie the Pooh and Tigger Too! |
| Melhor Trilha Sonora/Banda Sonora - The Godfather: Part II - Chinatown - Murder on the Orient Express - Shanks - The Towering Inferno | Melhor Canção original - "We May Never Love Like This Again" por The Towering Inferno - "Benji's Theme (I Feel Love)" por Benji - "Blazing Saddles" por Blazing Saddles - "Wherever Love Takes Me" por Gold - "Little Prince" por The Little Prince |
| Melhor Trilha Sonora/Banda Sonora Adaptada - The Great Gatsby - The Little Prince - Phantom of the Paradise | Melhor mixagem/mistura de Som - Earthquake - Chinatown - The Conversation - The Towering Inferno - Young Frankenstein |
| Melhor Direção de Arte - The Godfather: Part II - Chinatown - Earthquake - The Island at the Top of the World - The Towering Inferno | Melhor Cinematografia/Fotografia - The Towering Inferno - Chinatown - Earthquake - Lenny - Murder on the Orient Express |
| Melhor Edição/Montagem - The Towering Inferno - Blazing Saddles - Chinatown - Earthquake - The Longest Yard | |

### Múltiplas indicações
- 11 indicações: Chinatown e The Godfather Part II
- 8 indicações: The Towering Inferno
- 6 indicações: Lenny e Murder on the Orient Express
- 4 indicações: Earthquake
- 3 indicações: Alice Doesn't Live Here Anymore, Blazing Saddles, The Conversation e Day for Night
- 2 indicações: The Great Gatsby, Harry and Tonto, The Little Prince, A Woman Under the Influence e Young Frankenstein